# Макгрегор, Джейн
Джейн Макгрегор (англ. Jane McGregor; род. 1 января 1983, Ванкувер, Британская Колумбия, Канада) — канадская актриса, наиболее известная благодаря роли в фильме «Шлёпни её, она француженка».

## Биография
Джейн Макгрегор родилась в Ванкувере. У неё есть сестра. Карьера Джейн началась в 8 лет с уроков в Ванкуверском театре юного актёра. В то же время она начала сниматься в рекламе игрушек.
В 1992 году Макгрегор исполнила свою первую роль на телевидении в эпизоде канадского телесериала «Одиссея». В 1999 году Джейн появилась в одном из эпизодов диснеевского телесериала «Чудеса.com» в роли Гэби Кроуфорд, подружки главного героя. В 2002 году Макгрегор сыграла роль популярной техасской чирлидерши в фильме «Шлёпни её, она француженка», роль Дженни Далквист в фильме Пиф-паф, ты — мёртв, а также роль беременной девушки-подростка в независимом фильме «Цветок и гранат».
В 2005 году Макгрегор появилась в одном из эпизодов сериала «Сверхъестественное» в роли дочери проповедника, а также сыграла роль Эбби в телефильме «Обыкновенная магия». В 2006 году Джейн сыграла роль Кэтрин Ниланд, археолога, страдающего от изнурительной мигрени, в фильме «Жизнь за жизнь». В 2005—2008 годах она исполняла роль второго плана в сериале Robson Arms, а в 2007 году исполнила роль Дженны, фигуристки, находящейся под постоянным контролем матери, которую сыграла Ребекка Де Морнэй в фильме «Американская Венера».
В 2002 году Макгрегор получила награду Международного кинофестиваля в Ванкувере за работу в фильмах «Цветок и гранат» и Bitten.
В настоящее время Джейн живёт в Ванкувере и преподаёт актёрское мастерство в Biz Studio и Vada Studios. Джейн говорила, что любит интервью, но ненавидит прослушивания.

## Фильмография
| Год       |     | Русское название             | Оригинальное название                                  | Роль             |
| --------- | --- | ---------------------------- | ------------------------------------------------------ | ---------------- |
| 1994      | с   | Одиссея                      | The Odyssey                                            | Линда            |
| 1996      | кор | —                            | Live TV                                                | Найла            |
| 1997      | мс  | Мумии возвращаются!          | Mummies Alive!                                         | н/д              |
| 1998      | мф  | —                            | Mummies Alive! The Legend Begins                       | н/д              |
| 1998      | с   | Волшебный мир Дисней         | The Wonderful World of Disney                          | Кэти Симмонс     |
| 1998      | с   | —                            | You, Me and the Kids                                   | н/д              |
| 1999      | тф  | Влюблённые сердца            | Two of Hearts                                          | Сара Сондерс     |
| 1999      | с   | Чудеса.com                   | So Weird                                               | Гейб Кроуфорд    |
| 1999      | тф  | —                            | The Patty Duke Show: Still Rockin’ in Brooklyn Heights | Молли Харрисон   |
| 1999      | тф  | —                            | Our Guys: Outrage at Glen Ridge                        | Дайен Картер     |
| 1999      | тф  | Звезда по имени Хейли Вагнер | Hayley Wagner, Star                                    | Майра            |
| 1999      | с   | Полтергейст: Наследие        | Poltergeist: The Legacy                                | Патриша Спайро   |
| 1999      | тф  | —                            | Y2K                                                    | Келли Кромвелл   |
| 1999      | с   | —                            | Wondrous Myths & Legends                               | Лиза             |
| 2000      | тф  | —                            | Live Through This                                      | Дарби Парсонс    |
| 2002      | ф   | Шлёпни её, она француженка   | Slap Her… She’s French                                 | Старла Грейди    |
| 2002      | ф   | Пиф-паф, ты — мёртв          | Bang Bang You’re Dead                                  | Дженни Далквист  |
| 2002      | кор | —                            | Bitten                                                 | дочь             |
| 2002      | ф   | Цветок и гранат              | Flower & Garnet                                        | Цветок           |
| 2005      | тф  | Обыкновенная магия           | The Magic of Ordinary Days                             | Эбби             |
| 2005      | с   | Юные мушкетеры               | Young Blades                                           | Мирей            |
| 2005      | с   | Сверхъестественное           | Supernatural                                           | Лори Соренсон    |
| 2005—2008 | с   | —                            | Robson Arms                                            | Алиша Плекас     |
| 2006      | ф   | Жизнь за жизнь               | That Beautiful Somewhere                               | Кэтрин Ниланд    |
| 2006      | ф   | Гражданин Дуэйн              | Citizen Duane                                          | Молли Бакли      |
| 2007      | с   | 4400                         | The 4400                                               | Ванесса Мартин   |
| 2007      | с   | Падший                       | Fallen                                                 | Дебора           |
| 2007      | ф   | Американская Венера          | American Venus                                         | Дженна           |
| 2011      | с   | Грань                        | Fringe                                                 | Джулия           |
| 2013      | с   | —                            | The Dark Corner                                        | Дана Ростен      |
| 2013      | кор | —                            | Penguins (Are So Sensitive to My Needs)                | детектив Роу     |
| 2013      | с   | Читающий мысли               | The Listener                                           | Дженнифер Коуэлл |
| 2013      | с   | Почти человек                | Almost Human                                           | Келли Купер      |
| 2014      | с   | Фарго                        | Fargo                                                  | медсестра Фабер  |
| 2014      | с   | Пропавшие письма             | Signed, Sealed, Delivered                              | Келли            |
| 2016      | тф  | Новобрачные и мёртвые        | Newlywed and Dead                                      | Эвелин Морган    |
| 2016      | ф   | Девятая жизнь Луи Дракса     | The 9th Life of Louis Drax                             | Софи             |
| 2017      | ф   | Собачья жизнь                | A Dog’s Purpose                                        | Рейчел           |
| 2019      | ф   | Два/Один                     | Two/One                                                | Агнес            |
| 2020—2021 | с   | Сквозь снег                  | Snowpiercer                                            | Агнес            |
| 2021      | с   | Расследования свахи          | Matchmaker Mysteries                                   | Натали Дженнингс |